# Ombudsman polacco
L'ombudsman polacco (in polacco: Rzecznik Praw Obywatelskich, letteralmente Ombudsman per i Diritti dei Cittadini, spesso abbreviato in RPO) è una carica centrale indipendente della Repubblica di Polonia. La carica fu istituita il 1º gennaio 1988 e il suo funzionamento è regolato dalla costituzione e da una legge del parlamento (il Sejm) del 15 luglio 1987.

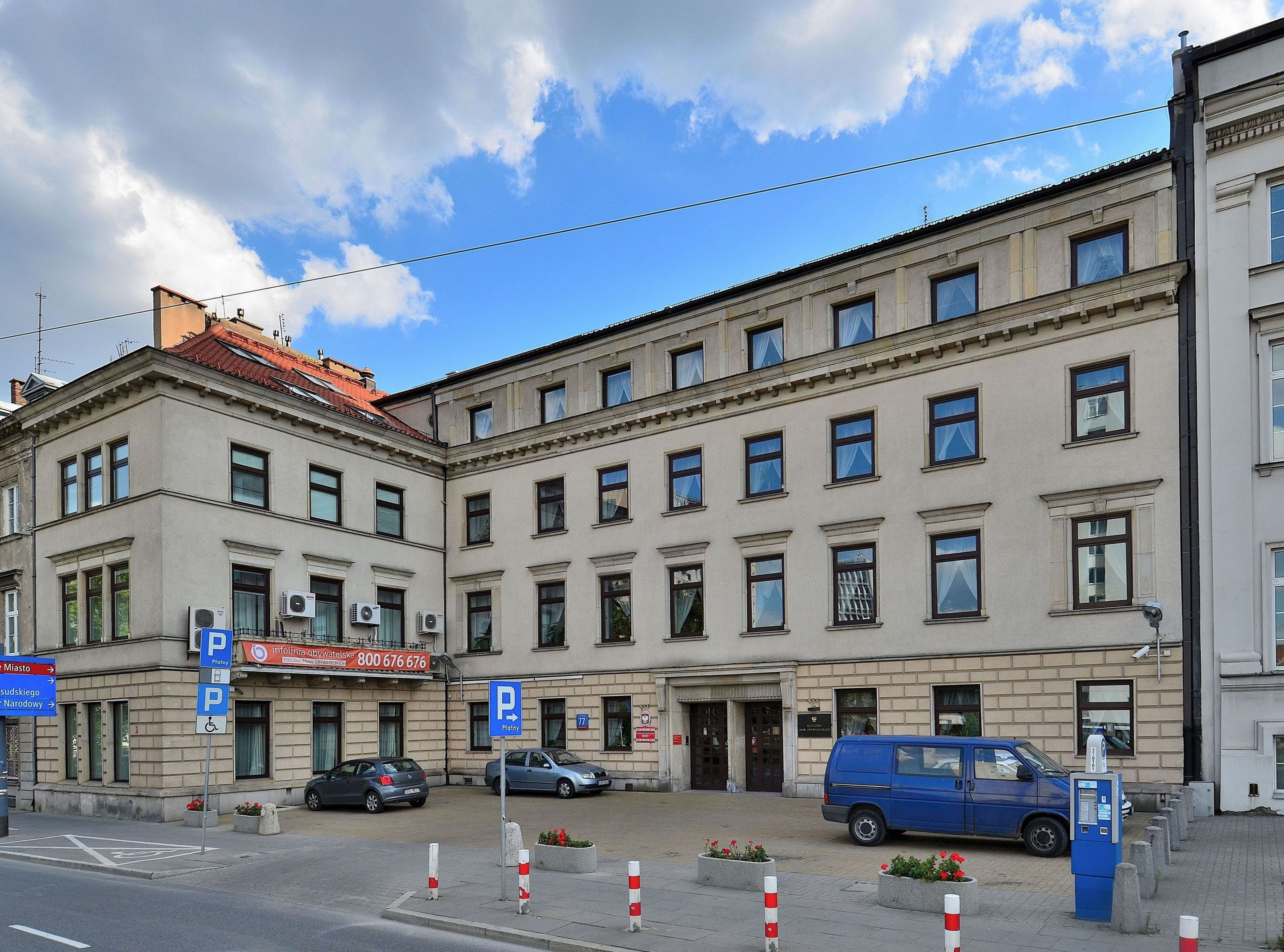
Ufficio dell'Ombudsman al Aleja "Solidarności" 77 a Varsavia

La legge polacca concede all'ombudsman quattro responsabilità verso i diritti dei cittadini:
- prevenzione
- diagnosi
- monitoraggio
- creatività.

## Responsabilità e poteri dell'ombudsman polacco
L'ombudsman, insieme ai suoi vice, protegge la libertà e i diritti della cittadinanza. Essi monitorano gli eventi dell'attualità; nel caso trovino che questi diritti vengano violati a causa di azioni intenzionali (o in mancanza di tali) delle agenzie, organizzazioni o istituzioni che dovrebbero invece rispettare le libertà e i diritti, intraprendono azioni legali. In questi casi, possono agire per conto del popolo nei tribunali. L'ombudsman può intraprendere tali azioni solo se un'accurata analisi della situazione mostri che i diritti o le libertà della popolazione siano stati infranti, e solo se tale analisi riconosce la necessità dell'ombudsman di essere coinvolto nella vicenda. La popolazione ha il diritto di chiedere l'intervento dell'ombudsman.

## Elezioni, licenziamento e durata dell'incarico
- L'ombudsman viene eletto con una legge del Sejm e deve essere accettato dal Senato.
- La durata dell'incarico è di cinque anni, e la stessa persona non può detenere la carica per più di due mandati.
- Il Sejm ha il diritto di licenziare l'ombudsman con maggioranza dei 3/5 prima del termine del mandato.

## Lista di ombudsman polacchi
- Ewa Łętowska (1 gennaio 1988 - 13 febbraio 1992)
- Tadeusz Zieliński (13 febbraio 1992 - 8 maggio 1996)
- Adam Zieliński (8 maggio 1996 - 30 giugno 2000)
- Andrzej Zoll (30 giugno 2000 - 15 febbraio 2006)
- Janusz Kochanowski (15 febbraio 2006 - 10 aprile 2010)
- (ad interim) Stanisław Trociuk (11 aprile 2010 - 21 luglio 2010)
- Irena Lipowicz (21 luglio 2010 - 9 settembre 2015)
- Adam Bodnar (9 settembre 2015 - 15 luglio 2021)
- (ad interim) Stanisław Trociuk (15 luglio 2021 - 23 luglio 2021)
- Marcin Wiącek[1] (da 23 luglio 2021)